# Harold Pupkewitz
Harold Pupkewitz (* 14. Juli 1915 in Vilnius, Russisches Kaiserreich; † 27. April 2012 in Windhoek) war ein namibischer jüdischer Geschäftsmann und Unternehmensmanager mit litauischen Wurzeln.
Pupkewitz hielt einen B. Comm der Universität Kapstadt aus dem Jahr 1935, nachdem er die Windhoek High School in Namibia von 1929 bis 1932 besuchte.

## Leben
1924 verschlechterten sich die Lebensumstände für Juden in Litauen deutlich. Harold Pupkewitz und seine Familie siedelten im März 1925 von Vilnius nach Namibia (damals noch Südwestafrika) über. Sein Vater Max arbeitete bereits seit 1902 als Karrenhersteller. Harold arbeitete seit Gründung des Familienunternehmens 1925 sein Leben lang im und für das Familienunternehmen. Von 1937 bis 1985 war er auch auf seiner eigenen Farm landwirtschaftlich tätig.
Er war seit 14. Dezember 1952 mit Ethel, geborene Meyerovitz verheiratet. Aus der Ehe gingen zwei Kinder hervor, Anthony (Tony), ein international bekannter Fotograf und Meryl Barry, eine in Namibia lebende Künstlerin. Beide sind weiterhin im Unternehmen engagiert.

### Karriere
Pupkewitz war unter anderem seit 1936 Vorstandsvorsitzender und Geschäftsführer der Pupkewitz Holdings und galt als reichster Namibier. Zudem saß Pupkewitz in zahlreichen Vorständen und Beraterpositionen; seit 1997 war er persönlicher Berater des Präsidenten. Er war für seine Freude an der Arbeit bekannt und galt bis zu seinem Tod als Workaholic.
Pupkewitz unterstützte 2008 die Gründung der nach ihm benannten Harold Pupkewitz Graduate School of Business an der Namibia University of Science and Technology mit 10 Millionen Namibia-Dollar.

## Auszeichnungen
- 2001: Professional Management Review’s Diamond Arrow Award
- 2003: PMR Business Achiever of the Year for Namibia
- 2004: Laureate of the Namibian Business Hall of Fame